# San Benito (Petén)
San Benito (en honor a su santo patrono Benito de Palermo) es un municipio en el departamento de Petén en la República de Guatemala. Tiene una población de 54,189 habitantes en 2022, y una extensión territorial de 112 km². Se encuentra a 2 km de la ciudad de Flores, la cabecera departamental. Está a 130 metros sobre el nivel del mar, y tiene un clima tropical.

## Demografía
Según el censo de 2018, el municipio de San Benito tenía una población de 50,701 habitantes. 79% de la población es urbana, mientras que 21% de la población vive en áreas rurales. El 51% son mujeres y el 49% corresponde a hombres, el 63% de la población va de los 0 a 39 años; el 92% son ladinos y el restante 8% en su mayoría Q'eqchi'.

## División política
La población de San Benito se reparte sobre la cabecera municipal, la aldeas de San Antonio y La Cobanerita, y entre caseríos que son: El Galón, El Guacut, Belén, El Doce, Nueva Caridad, La Nueva Esperanza, Ojo de Agua, Piedrín, San Juan, Sono Guitz, Lago del Pato, Panorama, Tikal, y Primavera.
San Benito, al igual que todos los municipios del departamento de Petén, cuenta con aldeas y caseríos en la cual cuentan con carretera transitable para toda época, estos son: Caserío Belén, el más reciente, este se encuentra al sur de la Cabecera Municipal que se encuentra a una distancia de 12 km, Aldea San Antonio, en sus inicios se le había denominado CIMARRON en recuerdo a sus fundadores que fueron esclavos que se vinieron huyendo de Belice, éste también está situado al sur de la Cabecera Municipal a una distancia de 13 km . Y por último, Aldea La Cobanerita, esta última fue establecida por los Quekchíes que procedían de Alta Verapaz, está situado al oeste de la cabecera municipal a una distancia de 24 kilómetros.

### División política de la cabecera municipal
La cabecera municipal está dividida en veintidós barrios y otros en proceso que pueden ser contenidos en seis zonas:
| Zona | Barrios                                             | Zona | Barrios                                              |
| ---- | --------------------------------------------------- | ---- | ---------------------------------------------------- |
| 1    | Barrio La Ermita, 3 de abril y Playa Blanca         | 2    | Nuevo Porvenir, Las Flores y La Democracia           |
| 3    | El Trébol, Valle Nuevo, La Candelaria y El Redentor | 4    | El Pedregal y Colonia «20 de Mayo»                   |
| 5    | Colonia «Del Maestro» y Colonia «Vista Hermosa»     | 6    | Nueva Esperanza, San Juan, Caridad, y colonia «Itzá» |

## Geografía física

### Fisiografía
El municipio de San Benito se encuentra ubicado en llanuras con pequeñas elevaciones que están cubiertas por bosques tropicales, en donde se extrae madera para la construcción de viviendas, aunque también los artesanos la utilizan para la construcción de artesanías para venderlas.
En su jurisdicción no se encuentran ríos, sólo tres arroyos llamados: Candelaria, Xucupo o Shulcupo (que en lengua maya itzá significa "árbol de matapalo", y el PIJUL, este último entra por la Ciudad de Santa Elena, arrastrando aguas de desecho, basuras, etc, para el invierno causa serias inundaciones en sectores de la zona 1. Los tres arroyos culminan en el Lago Petén Itzá.

### Clima
El clima de San Benito es completamente tropical, cálido y húmedo. Se marcan solamente dos estaciones bien definidas: «verano» de enero a junio e «invierno» de julio a diciembre. A finales de julio hasta mediados de agosto se presenta el fenómeno de la «Canícula». En la época de verano, la temperatura oscila entre 25 a 36 grados centígrados a la sombra. El ambiente se hace soportable gracias a los refrescantes vientos que por la mañana soplan de norte a sur procedentes del Golfo de México; y por la tarde soplan de oriente a poniente procedentes del Mar Caribe.
La cabecera municipal de San Benito tiene clima tropical (Clasificación de Köppen: Aw).
| Parámetros climáticos promedio de San Benito | Parámetros climáticos promedio de San Benito | Parámetros climáticos promedio de San Benito | Parámetros climáticos promedio de San Benito | Parámetros climáticos promedio de San Benito | Parámetros climáticos promedio de San Benito | Parámetros climáticos promedio de San Benito | Parámetros climáticos promedio de San Benito | Parámetros climáticos promedio de San Benito | Parámetros climáticos promedio de San Benito | Parámetros climáticos promedio de San Benito | Parámetros climáticos promedio de San Benito | Parámetros climáticos promedio de San Benito | Parámetros climáticos promedio de San Benito |
| Mes                                          | Ene.                                         | Feb.                                         | Mar.                                         | Abr.                                         | May.                                         | Jun.                                         | Jul.                                         | Ago.                                         | Sep.                                         | Oct.                                         | Nov.                                         | Dic.                                         | Anual                                        |
| -------------------------------------------- | -------------------------------------------- | -------------------------------------------- | -------------------------------------------- | -------------------------------------------- | -------------------------------------------- | -------------------------------------------- | -------------------------------------------- | -------------------------------------------- | -------------------------------------------- | -------------------------------------------- | -------------------------------------------- | -------------------------------------------- | -------------------------------------------- |
| Temp. máx. media (°C)                        | 26.9                                         | 27.6                                         | 28.4                                         | 30.6                                         | 32.4                                         | 32.4                                         | 30.9                                         | 31.1                                         | 30.7                                         | 29.0                                         | 27.4                                         | 26.8                                         | 29.5                                         |
| Temp. media (°C)                             | 22.8                                         | 23.3                                         | 24.6                                         | 26.3                                         | 28.1                                         | 28.3                                         | 26.9                                         | 27.1                                         | 26.8                                         | 25.2                                         | 23.4                                         | 22.6                                         | 25.5                                         |
| Temp. mín. media (°C)                        | 18.7                                         | 19.0                                         | 20.4                                         | 22.1                                         | 23.8                                         | 24.3                                         | 23.0                                         | 23.1                                         | 22.9                                         | 21.4                                         | 19.4                                         | 18.4                                         | 21.4                                         |
| Precipitación total (mm)                     | 66                                           | 55                                           | 43                                           | 34                                           | 138                                          | 210                                          | 188                                          | 184                                          | 230                                          | 210                                          | 117                                          | 88                                           | 1563                                         |
| Fuente: Climate-Data.org                     |                                              |                                              |                                              |                                              |                                              |                                              |                                              |                                              |                                              |                                              |                                              |                                              |                                              |

### Ubicación geográfica
San Benito está prácticamente en el centro del departamento de Petén; sus colindancias son: 
- Norte: San Andrés y el Lago Petén Itzá
- Sur: San Francisco
- Este: Ciudad de Santa Elena de la Cruz y Flores
- Noreste: Lago Petén Itzá
- Oeste: La Libertad[10]

|                       | Norte: San Andrés Lago Petén Itzá | Nordeste: Lago Petén Itzá                       |
| Oeste: La Libertad    |                                   | Este: Ciudad de Santa Elena de la Cruz y Flores |
| Suroeste: La Libertad | Sur: San Francisco                |                                                 |

## Gobierno municipal
Los municipios se encuentran regulados en diversas leyes de la República, que establecen su forma de organización, lo relativo a la conformación de sus órganos administrativos y los tributos destinados para los mismos.  Aunque se trata de entidades autónomas, se encuentran sujetas a la legislación nacional. Las principales leyes que rigen a los municipios en Guatemala desde 1985 son:
| N.º | Ley                                                | Descripción |
| --- | -------------------------------------------------- | --- |
| 1   | Constitución Política de la República de Guatemala | Tiene una regulación legal específica para los municipios en los artículos 253 al 262. |
| 2   | Ley Electoral y de Partidos Políticos              | Ley de carácter constitucional aplicable a los municipios en el tema de la conformación de sus autoridades electas. |
| 3   | Código Municipal                                   | Decreto 12-2002 del Congreso de la República de Guatemala. Tiene la categoría de ley ordinaria y contiene preceptos generales aplicables a todos los municipios, e inclusive contiene legislación referente a la creación de los municipios.             |
| 4   | Ley de Servicio Municipal                          | Decreto 1-87 del Congreso de la República de Guatemala. Regula las relaciones entra la municipalidad y los servidores públicos en materia laboral. Tiene su base constitucional en el artículo 262 de la constitución que ordena la emisión de la misma. |
| 5   | Ley General de Descentralización                   | Decreto 14-2002 del Congreso de la República de Guatemala. Regula el deber constitucional del Estado, y por ende del municipio, de promover y aplicar la descentralización y desconcentración económica y administrativa.                                |

El gobierno de los municipios de Guatemala está a cargo de un Concejo Municipal mientras que el código municipal —que tiene carácter de ley ordinaria y contiene disposiciones que se aplican a todos los municipios de Guatemala— establece que «el concejo municipal es el órgano colegiado superior de deliberación y de decisión de los asuntos municipales […] y tiene su sede en la circunscripción de la cabecera municipal». Por último, el artículo 33 del mencionado código establece que «[le] corresponde con exclusividad al concejo municipal el ejercicio del gobierno del municipio».
El concejo municipal se integra con el alcalde, los síndicos y concejales, electos directamente por sufragio universal y secreto para un período de cuatro años, pudiendo ser reelectos.
Existen también las Alcaldías Auxiliares, los Comités Comunitarios de Desarrollo (COCODE), el Comité Municipal del Desarrollo (COMUDE), las asociaciones culturales y las comisiones de trabajo. Los alcaldes auxiliares son elegidos por las comunidades de acuerdo a sus principios, valores, procedimientos y tradiciones, estos se reúnen con el alcalde municipal el primer domingo de cada mes. Los Comités Comunitarios de Desarrollo y el Consejo Municipal de Desarrollo tiene como función organizar y facilitar la participación de las comunidades priorizando necesidades y problemas.

## Historia

### Época colonial
La región que hoy ocupa San Benito, fue poblada a raíz de la inmigración de los itzaes procedentes del norte de Yucatán en el año de 1420. La conquista de Petén por Martín de Urzúa y Arizmendi en el año de 1697, dio como resultado la generalizada despoblación de los principales lugares incluyendo la Capital del Reino, cuyos habitantes se internaron en la selva, frustrando el empeño de las autoridades tanto militares como religiosas, que en cumplimiento del registro en Real Cédula de 1702, para repoblar la región tuvieron que recurrir a la invitación amistosa y ofrecimiento de facilidades a familias ladinas y mestizas de Campeche, Yucatán y Guatemala, razón por la que en San Benito son comunes los apellidos: Aguallo, Requena, Vásquez, Peche, Guerra, Cocón, Aldana, Abella, Mas, Baldizón, Pinelo, Méndez, Escalera, Carvajal y otros.

### Tras la independencia de Centroamérica
Tras la Independencia de Centroamérica, Petén fue un distrito dependiente del departamento de Verapaz en el recién formado Estado de Guatemala en 1825; en la constitución del Estado de Guatemala que se promulgó en 1825, también se menciona a San Benito como parte del Circuito de Flores para la impartición de justicia, en el Distrito N.º 6 de Petén; junto a San Benito pertenecían a ese circuito Flores, San José y San Andrés.
El efímero Estado de Los Altos fue autorizado por el Congreso de la República Federal de Centro América el 25 de diciembre de ese año forzando a que el Estado de Guatemala se reorganizara en siete departamentos y dos distritos independientes el 12 de septiembre de 1839:
- Departamentos: Chimaltenango, Chiquimula, Escuintla, Guatemala, Mita, Sacatepéquez, y Verapaz
- Distritos independientes: Izabal y Petén[13]

Fue hasta el 26 de enero de 1873, año en que se restableció definitivamente como municipio.

## Religión
El Catolicismo fue la única religión profesada por los primeros habitantes de San Benito. En 1937, siendo el presidente de la República el General Jorge Ubico junto al Alcalde de San Benito en ese entonces, misioneros protestantes fueron los fundadores del primer templo protestante o evangélico, el cual denominaron Iglesia del Nazareno. Al transcurrir de los años fueron apareciendo nuevas religiones.
En la actualidad en la cabecera municipal existen varios templos Católicos que llevan el agregado del nombre del barrio en donde se encuentran ubicados. También existen varios templos evangélicos con distintos nombres.
Algunos templos católicos de San Benito son: Templo La Ermita de San Benito, Iglesia Parroquial, Iglesia Católica Vista Hermosa, Iglesia Católica Nuevo Porvenir, Iglesia Católica San Juan, Capilla de María de Los Dolores. Los otros templos cristianos incluyen 6 iglesias de Las Asambleas de Dios, y un instituto Bíblico,  4 Iglesias del Nazareno, 4 Iglesias Camino Bíblico y 5 Iglesias Evangelio Completo, entre las cuales están Príncipe de Paz y Profecía Universal. La Iglesia De Jesucristo De Los Santos De Los Últimos Días.
Aunque actualmente no ha sido consolidado el Diálogo Ecuménico entre las comunidades evangélicas y católicas en esta región, existe una relación de respeto entre quienes practican ambas profesiones cristianas. Según el Pastor Melvin Monzón, un 35% profesan la religión evangélica, el 40% profesan la religión católica, un 1% otra religión y un 24% aunque tiene alguna inclinación alguna religión se abstienen a identificarse con ella.[cita requerida]

## Salud
El 10 de junio de 1950 fue inaugurado el primer Hospital Nacional de Petén, durante el gobierno del Presidente Dr. Juan José Arévalo Bermejo. Este centro hospitalario fue construido en el Barrio Valle Nuevo de San Benito. En este municipio funcionan también dos hospitales privados, uno en la Colonia Tikal y otro en la Colonia Juárez, llamado hospital Shalon.

## Flora y fauna

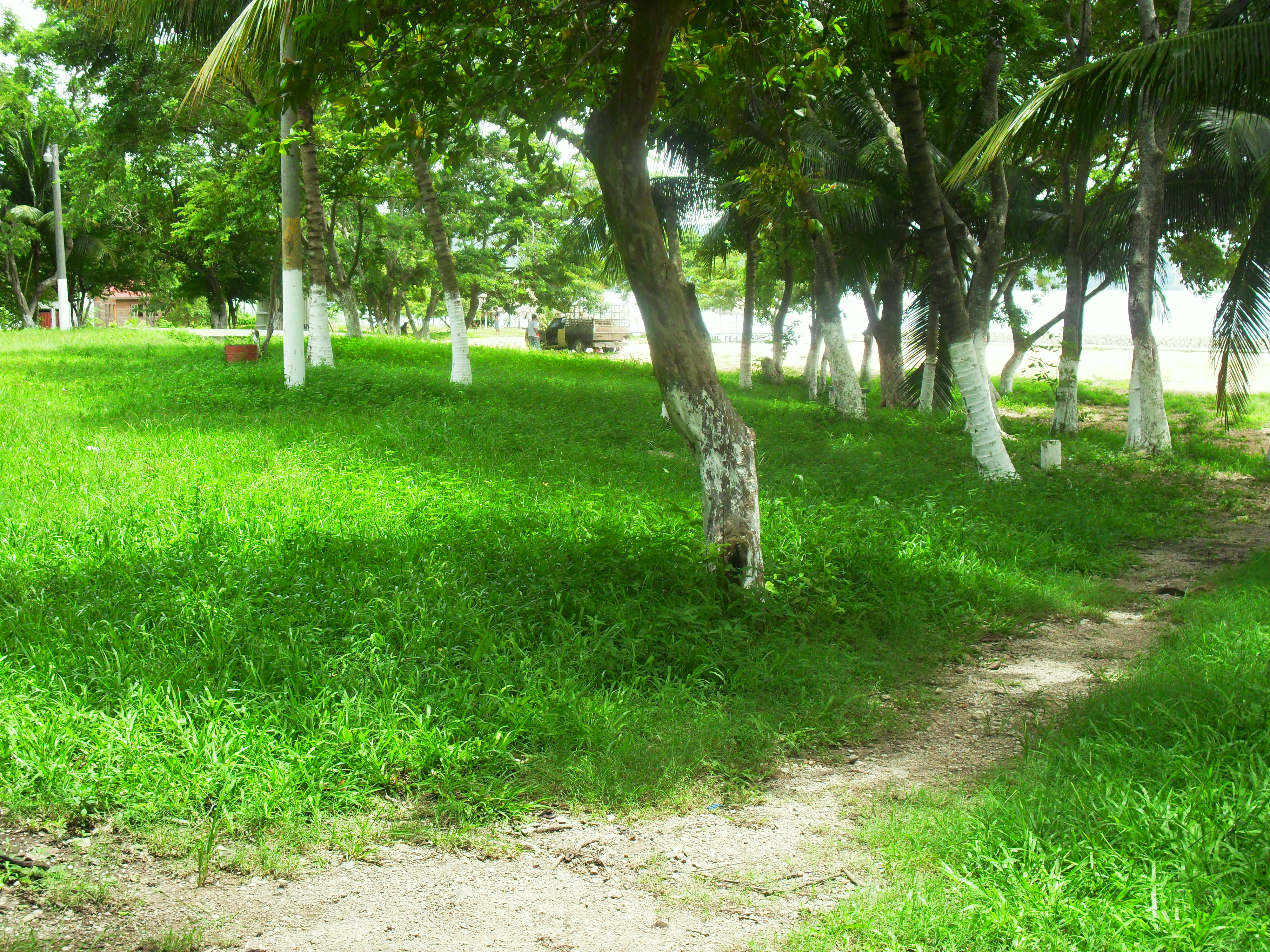
El Balneario El Pedregal

San Benito se encuentra habitado por una pequeña cantidad de animales terrestres como ardillas, zorros, armadillos, y aves como pájaros carpinteros, palomas, loros, gavilanes, chachalacas, garzas y patos.
Es de carácter urgente e importante la recuperación de los bosques del área de San Benito, puesto que ha ido desapareciendo poco a poco. La recuperación del área boscosa puede lograrse con la ayuda externa y ante todo con el apoyo del Instituto Nacional de Bosques (INAB), antes de que lo poco que queda de los árboles maderables como lo son el cedro y el caoba se exterminen. Con la destrucción de la flora ha desaparecido también la fauna, aunque todavía se pueden ver alguna que otra variedad de animales como lo son los tepezcuintles, ardillas, zorros, iguanas, gavilanes, palomas, loros, chachalacas, garzas, patos y otras clases de pájaros.

## Cultivos
En San Benito, se cultivan varios tipos de plantaciones, entre las cuales se pueden mencionar:
| Maíz    | Frijol    | Achiote |
| Cocos   | Aguacate  | Guayaba |
| Papaya  | Tamarindo | Castaña |
| Orégano | Plátano   | Tomate  |

Se ha comprobado que la tierra de ésta Finca Municipal, es apta para cultivar cítricos (esto puede ayudar al municipio a nivel comercial), También podría desarrollarse el cultivo de la pimienta gorda. Su semilla es muy apreciada en los países europeos sobre todo en Alemania y Suiza en donde la han utilizado para producir perfumes, anticonceptivos, aceites y otros fármacos. Los cítricos se pueden cultivar utilizando el agua que está en el subsuelo puesto que cuando esta en época seca el subsuelo conserva aún agua, esto oscila entre los 700 a 1300 milímetros anuales. 

## Tradiciones
La fiesta que se celebra en honor al Patrono de San Benito de Palermo, se celebra el 3 de abril, el novenario de esta fiesta puede variar ya sea de fecha de inicio o de finalización puesto que hay veces que esta celebración coincide con la Semana Santa. Pero la Feria comienza en la primera quincena de mayo. Este novenario, aparte de las actividades religiosas, también se hacen otras actividades como por ejemplo las alegres alboradas en las cuales realizan rezos; se acostumbra a dar un pequeño refrigerio, entre las otras actividades que se realizan están también vueltas folclóricas (Vuelta de la chatona, el caballito, baile de los moros). También se acostumbra a realizarse la quema de castillos y de vacas (estos están hechos de alambre cubierta con papel de China, en las cuales se les introduce de todo tipo de cohetes). También realizan encuentros deportivos con otros equipos que son invitados a participar.
Otras de las tradiciones que se realizan en el Municipio, es el Carnaval, éste se celebra en el mes de febrero, aunque actualmente sólo se celebra en los centro educativos del área como parte de las actividades recreativas. Entre estas otras actividades están la Fiesta de Corpus es una procesión en conmemoración de la Eucaristía, esta celebración se hace el jueves siguiente al octavo día de Pascua. Las personas del vecindario por donde pasaría la procesión, adornaban el frente de sus casas con palmas de corozo, el espacio aéreo estaban adornadas con bambalinas elaboradas con papel china y algunas personas las hacían de nailon en varios colores ambas formas.

### Comidas típicas
Entre las comidas típicas del municipio de San Benito de Palermo están:
 Los tamales:  Estos están elaborados con masa de maíz, colada, cocida en donde se mezcla con un pequeño toque de sal, aceite y manteca, elaborados por manos expertas de amas de casa, que saben calcular el punto exacto del cocimiento y en las que también saben darle el sabor ideal a la carne (ya sea de res o de cerdo) que es sazonada con muchos condimentos y especias entre las que nunca faltan: el chile huaco, achiote, pasas secas y en algunos casos con pepitoria molida para luego ser envueltos en hojas de "muxán", previamente se limpian con trapos húmedos. Estos deliciosos tamales son acompañados con unos ricos totopostes fritos.
El col: Está hecho con masa preparada igual que la de los tamales, pero solo se sirve directamente al plato y diferenciándose también del tamal puesto que su carne debe ser exclusivamente de gallina. Acompañada de tortillas calientes salidas del comal.
Los bollos: Estos son hechos con masa de maíz, revuelta con frijoles tiernos o cocidos. Envueltos en hojas de guineo o ya sea de plátano. Los bollos son utilizados en las Novenas acompañados con café caliente.
Conservas: Se hacen de Ayote, Papaya Verde, Melocotón, Chilacayote, Nance, Ciricote, Jocote, Coyoles, etc. Algunas veces también hacen conserva de pan. Todos estos tipos de conservas siempre se hacen ya sea con Panela previamente desecha en agua caliente o en azúcar en agua caliente.

## Deporte
Hay dos equipos de la municipalidad participando en el campeonato de fútbol guatemalteco: el Don Bosco y el San Benito.

### Deportivo Don Bosco
El deportivo Don Bosco es un equipo de la Parroquia San Benito, que fue formado como parte de un proyecto de la parroquia salesiana de San Benito de Palermo de la localidad para involucrar a los jóvenes de la localidad en actividades provechosas.  Los salesianos se hicieron cargo de la parroquia de San Benito el 8 de diciembre de 2012 y el padre Giampiero De Nardi inscribió al equipo en la tercera división del fútbol guatemalteco. El 22 de febrero del 2016 se fundó oficialmente el club Deportivo Don Bosco y el 31 de julio de 2016 el equipo jugó su primer partido oficial en el estadio Ochaeta, derrotando por marcador de 1 a 0 al Deportivo Labuga.[cita requerida]

## Sitios arqueológicos y turísticos

### Grutas de Nooch Naj Cultunich
Se encuentran en la Aldea La Cobanerita. Estas grutas fueron exploradas y descubiertas públicamente en el año de 1971, por un campesino que era originario de la aldea. Los integrantes de la Corporación Municipal de ese entonces, decidieron ir a explorar las grutas, encontrándolas totalmente depredadas. Los integrantes de la corporación se asombraron al ver la enorme entrada de piedra y el tamaño de la primera gruta. Con la ayuda de un residente de San José, Petén, que era conocedor del Idioma Maya-Itzaj, bautizaron las cinco grutas que estaban en los cerros, con el nombre de "Grutas de Nooch Naj Cultunich" que significa en castellano (según el traductor): Casa Grande de Adoración de Piedra.
Se cree que la gruta número cinco, es la única que contiene jeroglíficos.  Esta se encuentra al sur de la entrada principal. La distancia de la cabecera municipal a las grutas es de quince kilómetros aproximadamente.

### Sitio arqueológico Sonohuits
Este sitio arqueológico se encuentra en el centro de la Aldea La Cobanerita, a una distancia aproximada de 24 km de la cabecera municipal. Gracias al apoyo y seguridad que le brindó al sitio turístico la institución del gobierno llamada FYDEP (institución ya desaparecida) se previno que unos colonos que vivían en esa jurisdicción lo desaparecieran sin importarles los vestigios mayas que se encontraban allí.
Cuando se restauró este sitio turístico, nunca se imaginó que se convertiría en una atracción turística, máxime que contiene el arroyo Sonohuits que serpentea el lugar. El arroyo contiene agua fresca y cristalina bajo la exuberante vegetación. Dicho arroyo al aproximarse al lago se le da el nombre de Candelaria.

### Balneario El Pedregal

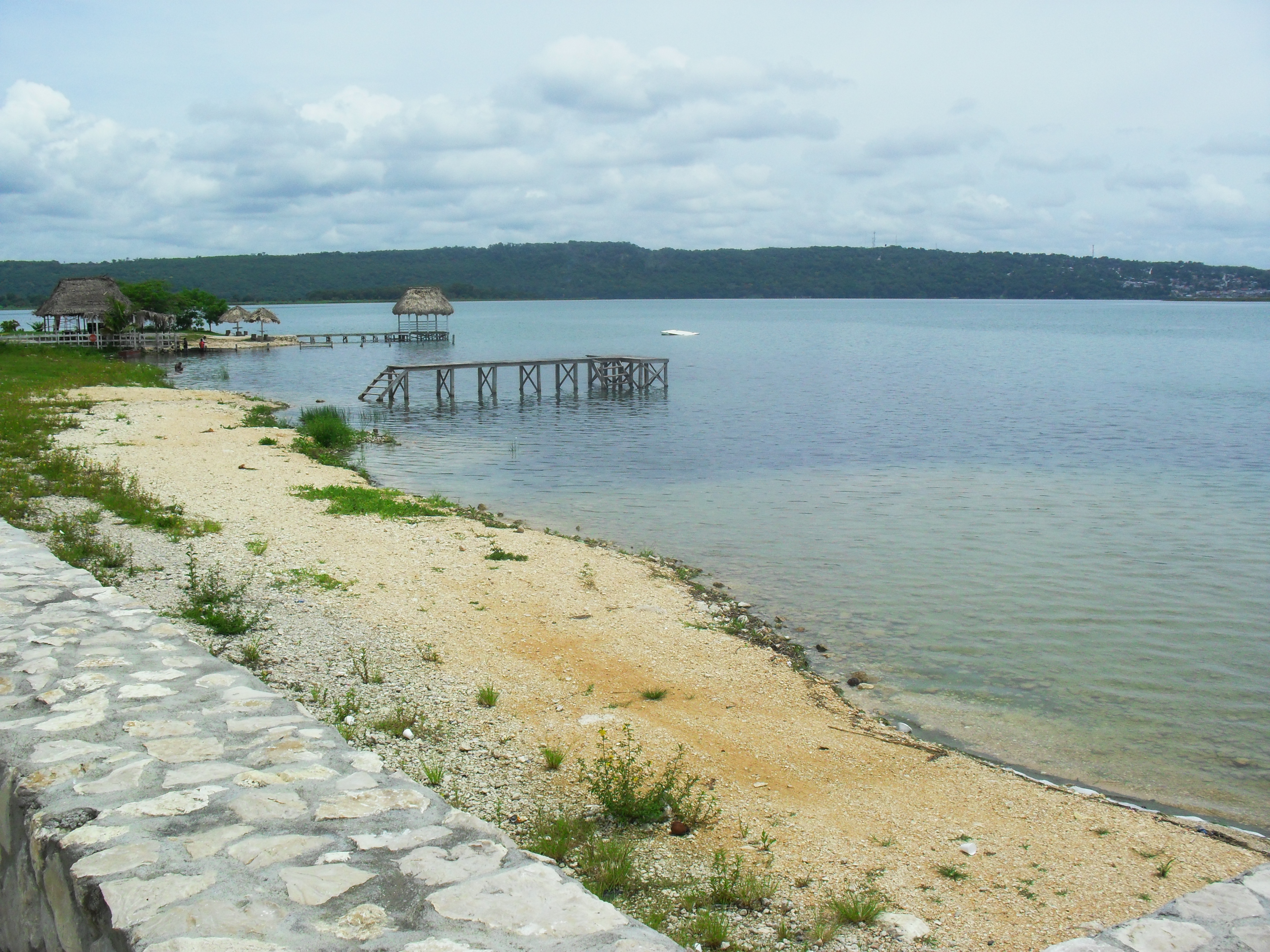
Balneario El Pedregal.

Es un centro turístico conformado por una playa, en Semana Santa es visitado por una multitud de personas de distintos lugares de la región para disfrutar de su playa y de la alegría de compartir en familia.
Es un centro turístico recreativo público conformado por una playa en donde centenares de bañistas mitiga el cálido ambiente en época veraniega. Se encuentra ubicado en la zona 5 de San Benito, Petén, Guatemala. 
Se clasifica como un parque local, posee una extensión de 9,012 metros cuadrados. En el interior de sus instalaciones se realizan diversidades de actividades de tipo recreativas. Es un terreno plano cuenta con árboles generadores de sombra con área de parque.
La única calle que existía estaba llena de piedras lisas,  y también a la orilla de la playa se encontraban piedras enormes de color blanco, donde las personas asoleaban la ropa cuando lavaban en el lugar,  todo ello desapareció con la creciente del lago Petén Itza. Esta playa fue vendida en 1976 por la municipalidad de ese entonces, logrando su recuperación el Concejo Municipal gobernante en 1998.[cita requerida]
Antiguamente se llamaba «El Rastro», porque en el lugar existió un rastro para destazar ganado aunque todavía algunas personas llaman al lugar con ese nombre, pero actualmente el nombre oficial es «Balneario El Pedregal».[cita requerida]

### Sitio Arqueológico Colonia Itzá
Se encuentra ubicado a orillas de La Colonia Itzá, por eso es llamado así. Es un sitio utilizado con fines de investigación debido a los montículos que allí se encuentran, y está a cargo de los trabajadores del Instituto de Antropología e Historia (IDAEH).

### Islote Santa Bárbara
Es un islote ubicado a pocos metros del primer barrio que se fundó en San Benito, el barrio «La Ermita». En esta isleta funciona Radio Petén desde 1993. La Isleta Santa Bárbara se encuentra en jurisdicción de Flores Petén, conforme a los límites establecidos por el Registro de Información Catastral, y está ubicado aproximadamente a cien metros de la orilla de San Benito. En 1940 el jefe político Oscar Peralta la convirtió en parque con plantas ornamentales; a él se le atribuye la construcción de un kiosco en donde se celebraban conciertos dominicales amenizados por la banda de música civil departamental. En la isla existe un museo de vestigios arqueológicos mayas que ha adquirido con el fin de evitar que sean llevados a otros países y se han registrado en el inventario del Instituto Guatemalteco de Antropología e Historia.[cita requerida]

## Idiomas y dialectos
San Benito está habitada por familias originarias y emigrantes que llegaron de los cuatro puntos cardinales del país, así como también de otros territorios, cómo Belice, Centroamérica, México, etc. En medio de esas sin fin de culturas sirve como modo de comunicación el idioma español, sin embargo en La Cobanerita que está formada por familias que provienen de Alta Verapaz, hablan el dialecto Q'eqchi', pero a la vez se han acostumbrado a hablar el idioma español.

## Galería

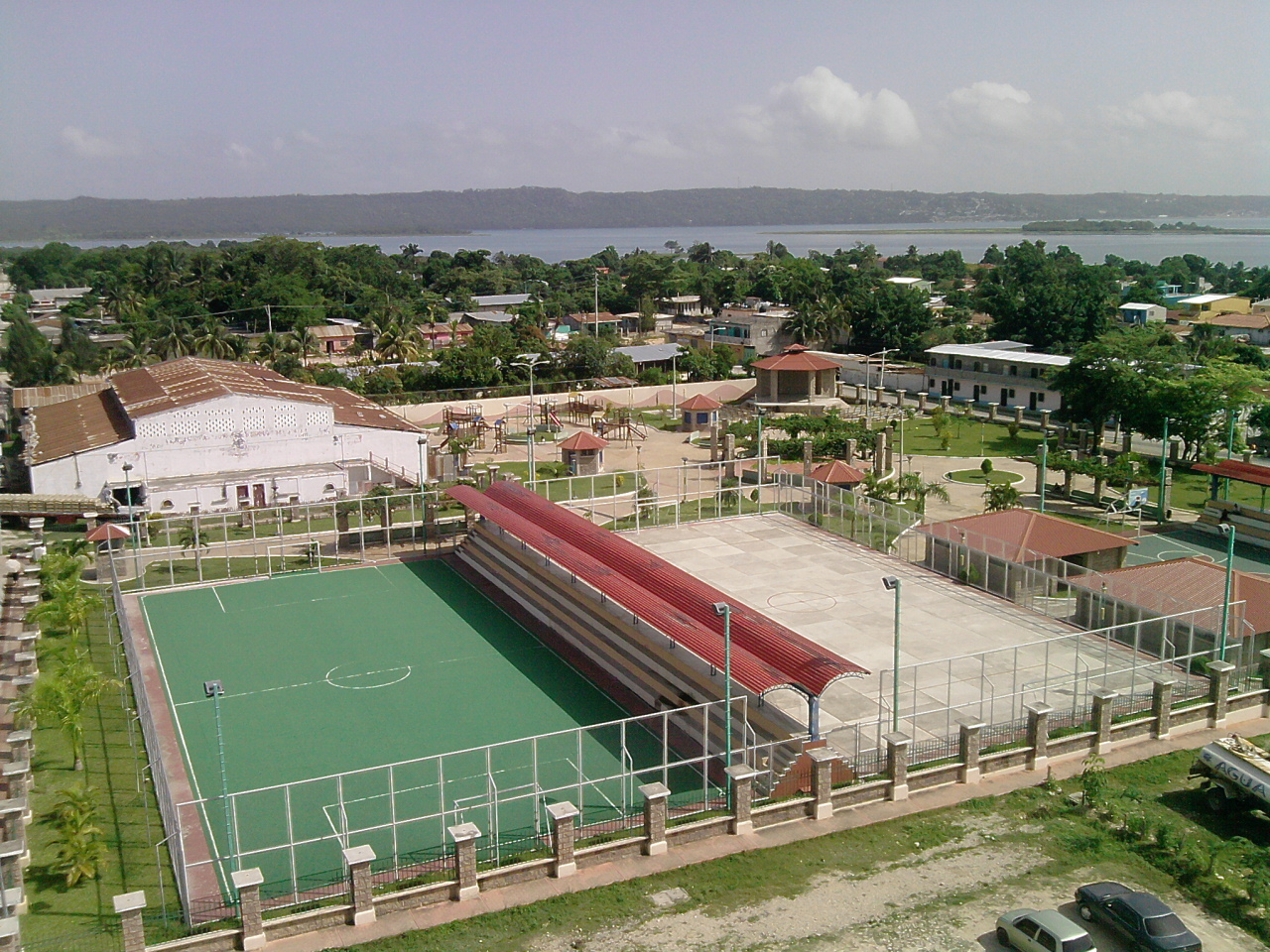
Vista del Parque de San Benito
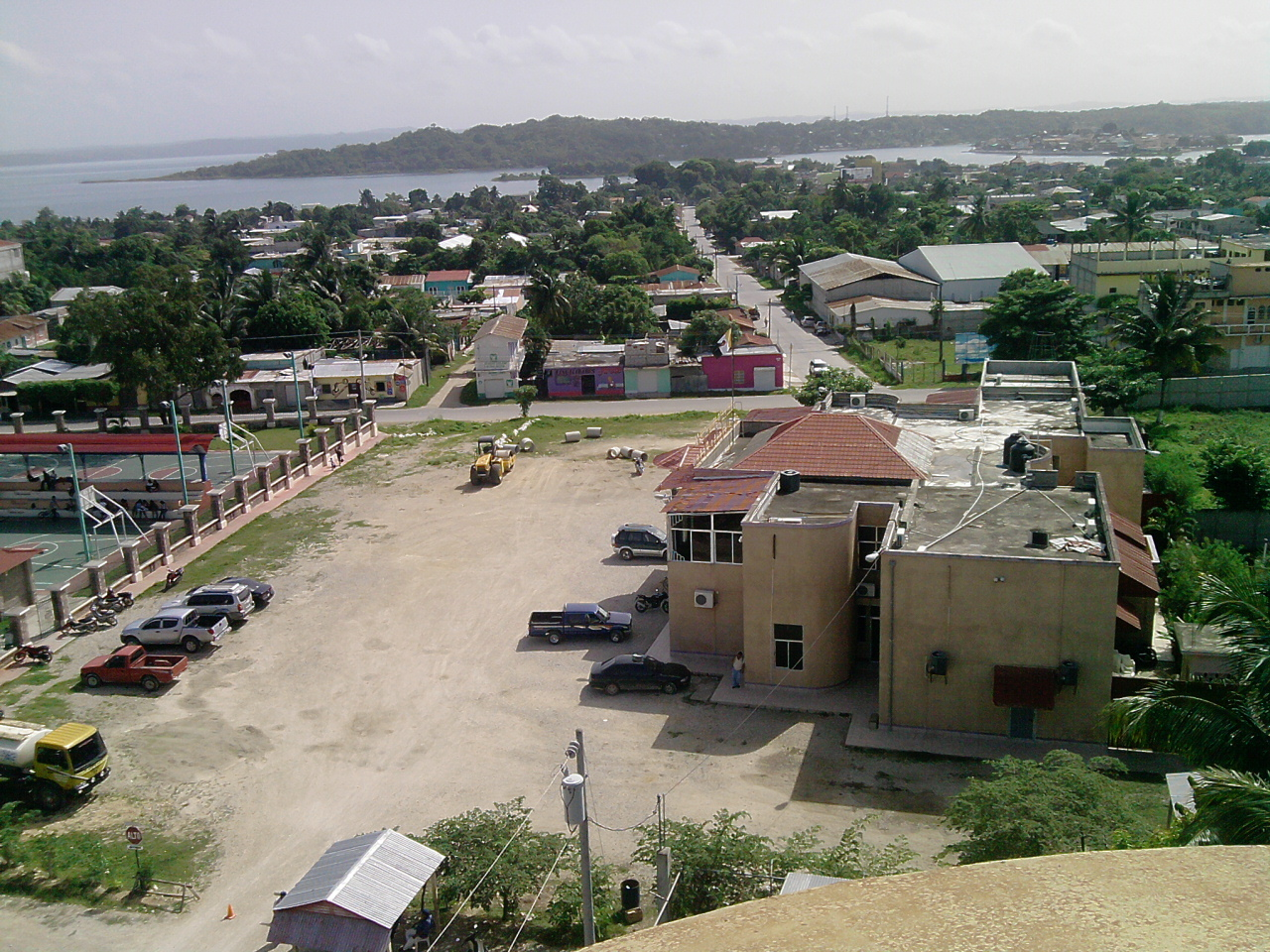
Vista de la Municipalidad desde las alturas
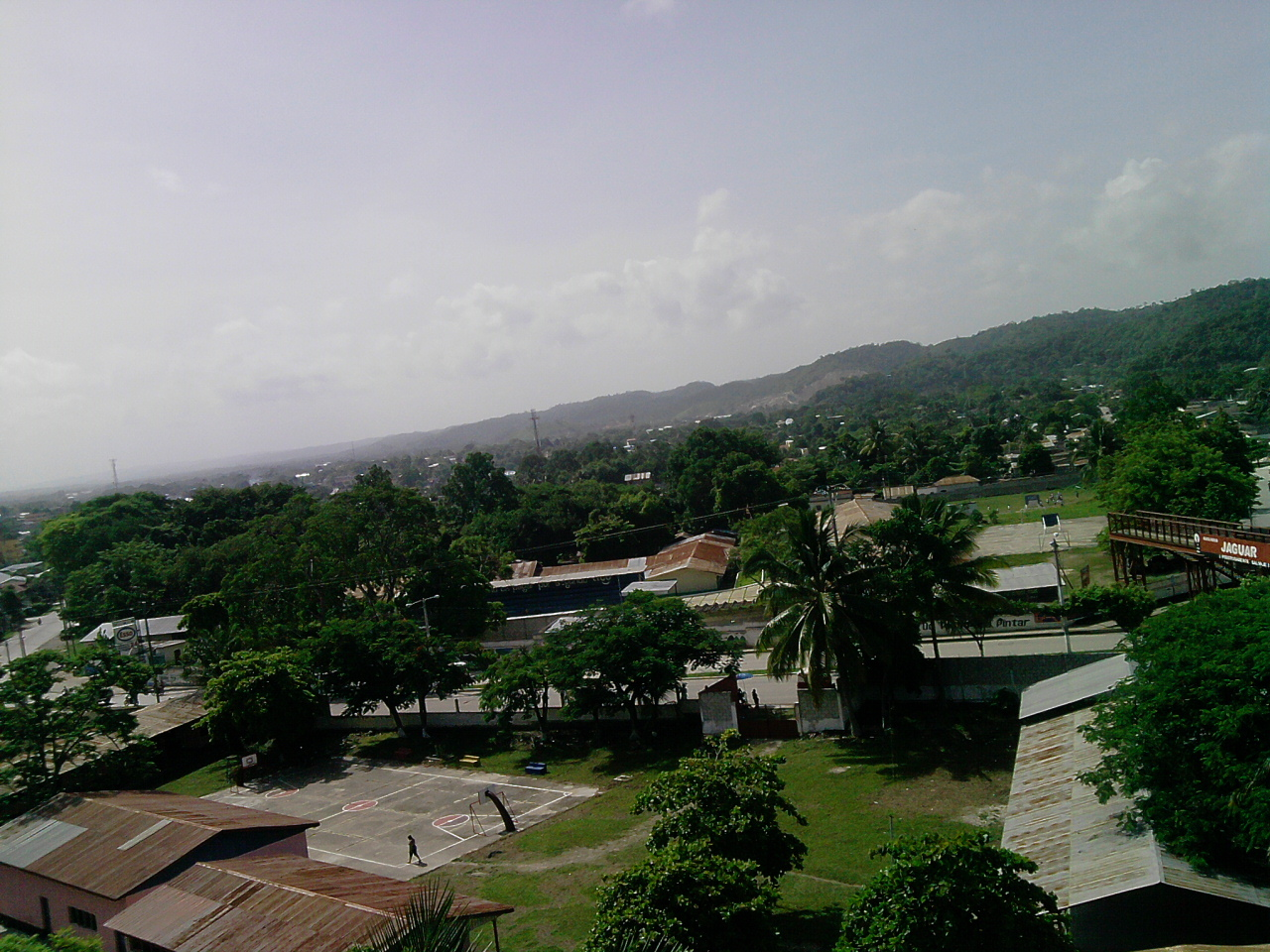
Vista de las Viviendas de Santa Elena desde la Municipalidad de San Benito
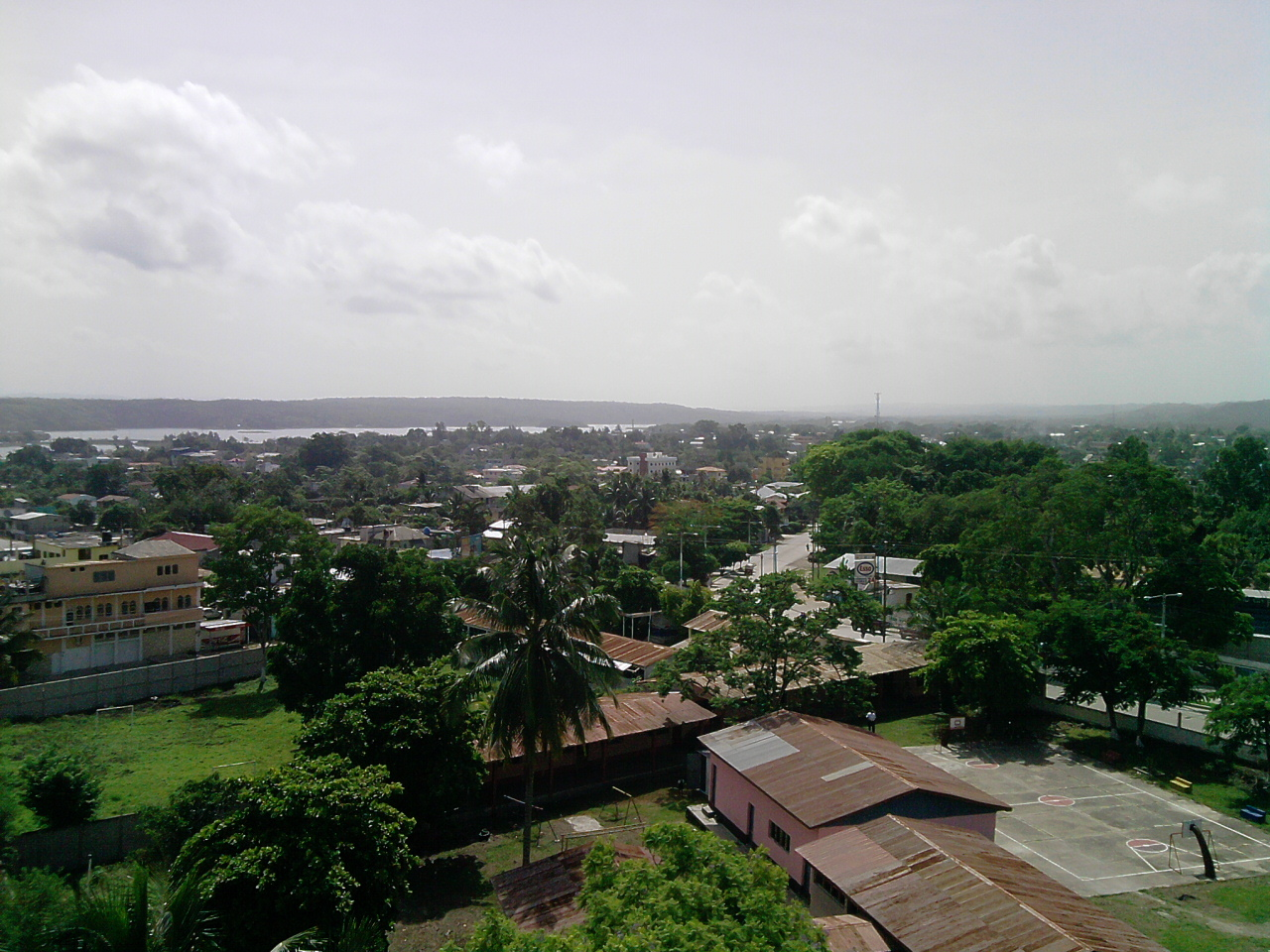
Vista de las Viviendas de San Benito desde la Municipalidad
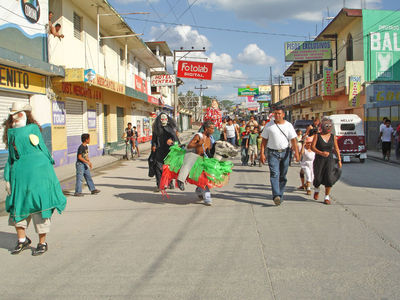
El Baile del Caballito y de la Chatona
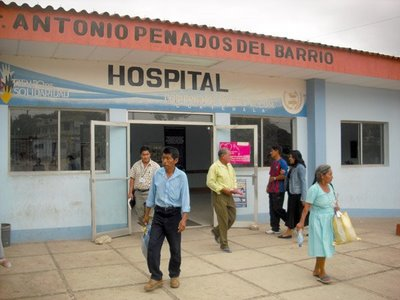
Hospital Regional Antonio Penados del Barrio